# Rosa brunonii
Espèce
Classification phylogénétique
Le rosier musqué de l'Himalaya (Rosa brunonii) est une espèce de plantes à fleurs de la famille des Rosaceae. C'est un rosier proche de Rosa moschata, classée dans la section des Synstylae, originaire d'Afghanistan, du Bhoutan, de Chine (Sichuan, Tibet, Yunnan), du Myanmar, du Népal, du nord de l'Inde et du Pakistan.
On le rencontre dans les régions montagneuses entre 1900 et 2800 mètres d'altitude.

## Description
C'est un arbuste de 5 à 12 m de haut, aux tiges à forts aiguillons en crochets qui portent des feuilles de 5 à 7 folioles allongés longs de 3 à 6 cm à bords dentelés.
En juin, il porte des fleurs blanches d'un peu moins d'1 cm, groupées en gros corymbes paniculés, au parfum intense

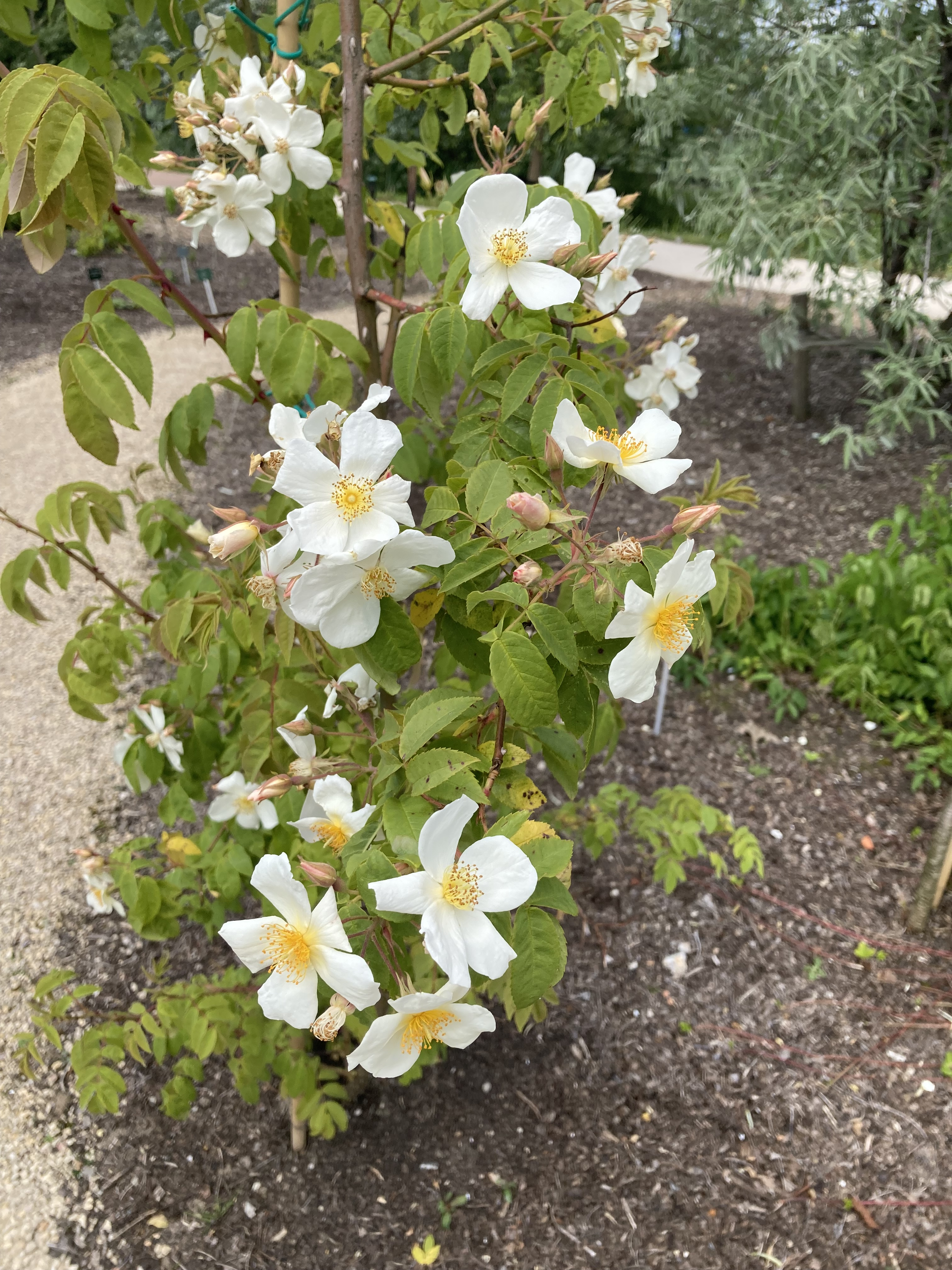
Fleurs de Rosa brunonii en Juin 2024 au jardin botanique de l'Université d'Utrecht.

## Utilisation
Résiste mal au froid et nécessite une exposition ensoleillée
- 'la Mortola' serait un sport de Rosa brunonii et il lui ressemble